# Short Message Service

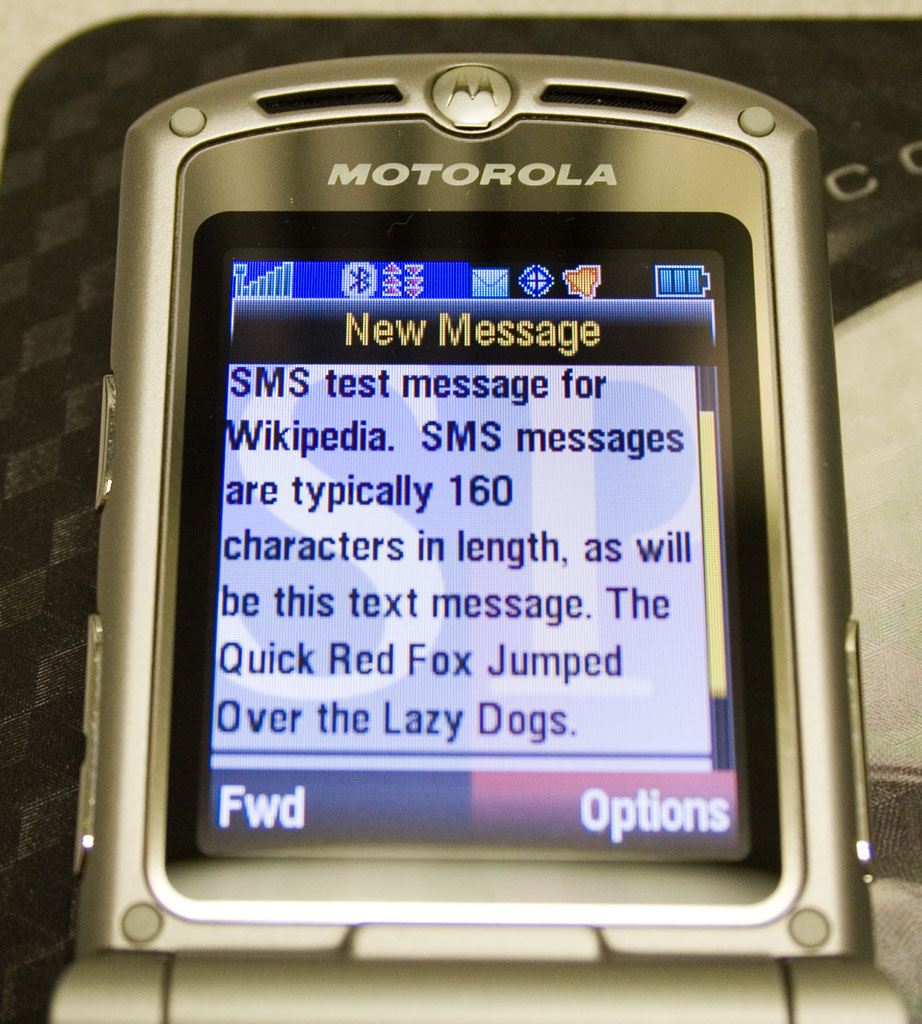
SMS auf einem Motorola Razr

Short Message Service (englisch für Kurzmitteilungsdienst, Abk. SMS) ist ein Kommunikationsstandard zur Übertragung von Textnachrichten, die meist Kurzmitteilungen oder ebenfalls SMS genannt werden. Er wurde zuerst für den GSM-Mobilfunk entwickelt und ist in verschiedenen Ländern auch im Festnetz als Festnetz-SMS verfügbar. Über SMS-Gateways können weitere Dienste angebunden werden. Der Nachfolger von SMS und MMS ist der Standard Rich Communication Services (RCS).

## Terminus
Obgleich die Abkürzung SMS den Dienst (Service) zur Übertragung von Kurzmitteilungen bezeichnet, steht sie heute zumeist für die eigentliche Kurzmitteilung (Short Message) selbst (siehe auch Metonymie). Der Duden führt die Abkürzung SMS als Femininum; in der Schweiz und teilweise auch in Österreich ist das Neutrum üblich.
Weiterentwicklungen des SMS existieren unter den Namen Enhanced Message Service (EMS), Multimedia Messaging Service (MMS) sowie Rich Communication Services (RCS).

## Geschichte

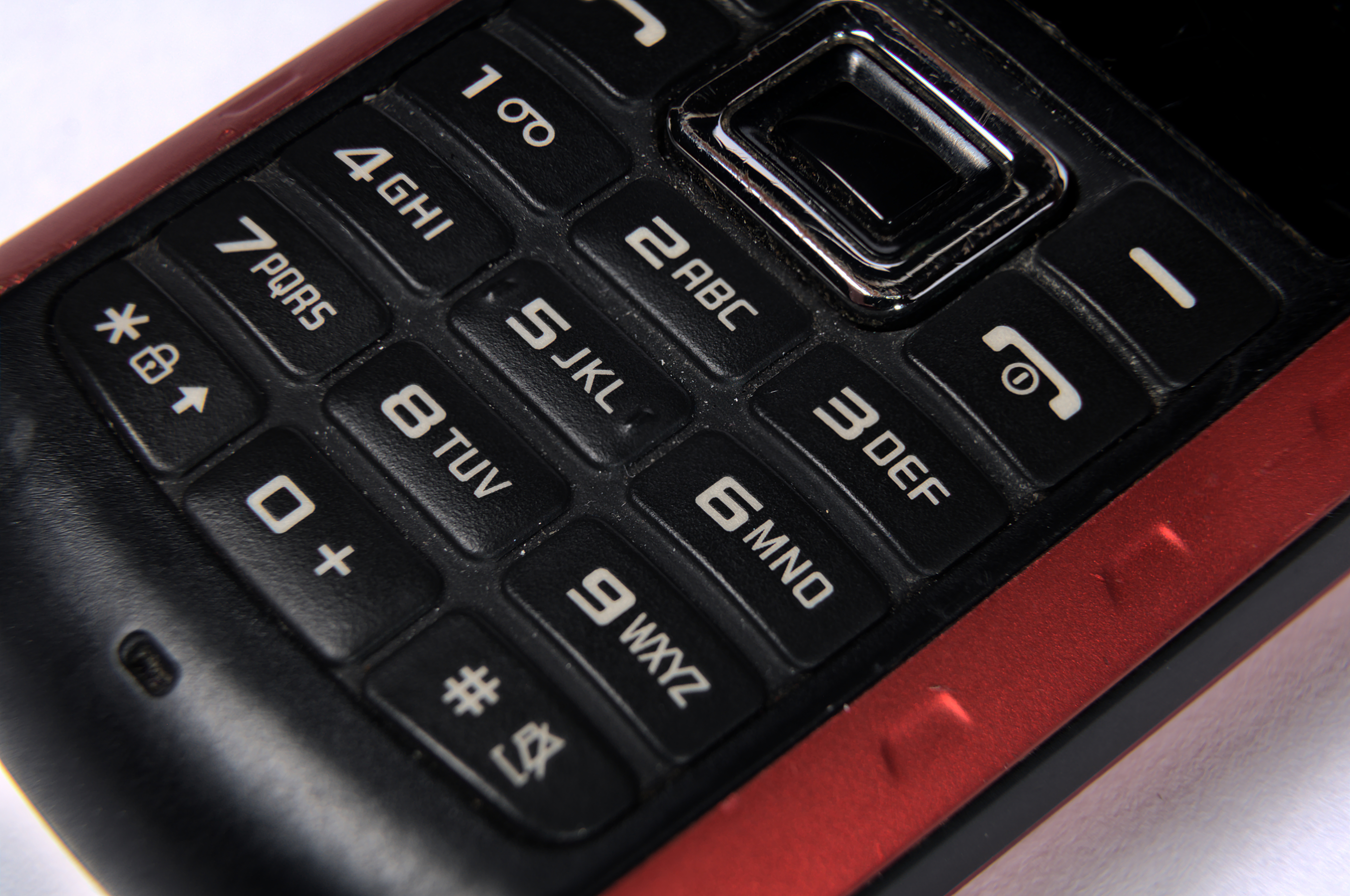
Nutzung der Zifferntasten für Buchstaben an einem Tastentelefon

Erste Überlegungen zur Errichtung eines Textnachrichtendienstes entstanden bei den verschiedenen europäischen Telekommunikationsgesellschaften im Zuge der Standardisierungsanstrengungen. So war es 1984 der Finne Matti Makkonen, der den Vorschlag machte, die beim Mobilfunknetz ungenutzten Kapazitäten zur geschützten Kommunikation zu nutzen. Die erste Version des endgültigen Standards wurde Anfang 1989 verabschiedet. Der ursprüngliche Konzeptvorschlag für einen Short Message Service wurde von Friedhelm Hillebrand von der damaligen Deutschen Bundespost mit Beiträgen von Bernard Ghillebaert von der PTT (Vorgänger der Swisscom) 1984 erarbeitet und im Februar 1985 in die GSM-Standardisierung eingebracht. Er legte beispielsweise die Länge auf 160 Zeichen fest, weil er festgestellt hatte, dass die meisten Postkarten und Telexe weniger als 160 Zeichen enthielten. Finn Trosby von der norwegischen Telenor war von 1987 bis 1990 Leiter der Standardisierungsgruppe GSM4 DGMH (drafting group message handling), die das erste technische Design erarbeitete und standardisierte. Von 1990 bis 2009 wurde der SMS-Standard in dieser Gruppe unter Leitung von Kevin Holley von Cellnet und Ian Harris von Vodafone weiterentwickelt.
Am 3. Dezember 1992 schickte der Ingenieur Neil Papworth die erste Kurzmitteilung des Short Message Service (mit dem Text »Merry Christmas«) von einem PC an ein Mobiltelefon vom Typ Orbitel TPU 901 im britischen Vodafone-Netz. Der Empfänger, ebenfalls Mitarbeiter der Firma Vodafone, befand sich zum Zeitpunkt des Empfangs der Nachricht bei einer Weihnachtsfeier des Unternehmens. Der Versand dieser SMS erfolgte etwa ein Jahr nach der Einführung des GSM-Standards für Mobiltelefone in Europa.

### Einfluss auf Kommunikation und soziale Interaktion
Durch die hohe Akzeptanz von SMS nehmen Kurznachrichten einen zunehmenden Einfluss auf soziale Interaktion (z. B. Terminvereinbarungen) und Sprache.
So ist simsen seit den 1990er Jahren im deutschsprachigen Raum auch die umgangssprachliche Bezeichnung für das Versenden von Kurzmitteilungen mit einem Mobiltelefon. Dieser Neologismus ist gerade bei der Jugend beliebt, da er deutlich kürzer ist als „eine Kurzmitteilung senden“. Entwickelt hat er sich aus dem Versuch heraus, smsen auszusprechen und eine angemessene, praktikable Schreibweise zu finden. Der Begriff „texten“ ist ebenfalls gebräuchlich. In Österreich, in der Schweiz und im süddeutschen Raum hat sich der Ausdruck SMSen (ausgesprochen als „es-em-es-en“) eingebürgert.
Um mehr Inhalt in die auf 160 Zeichen beschränkten Nachrichten zu bringen, hat sich eine weitverbreitete Abkürzungskultur entwickelt, die ursprünglich in Chats und E-Mails entstanden war und von dort übernommen wurde, siehe Netzjargon und die Liste der Abkürzungen des Netzjargons. Ebenfalls werden inzwischen Emoticons so oft in Kurznachrichten verwendet, dass viele davon in modernen Mobiltelefonen bereits vorgespeichert sind (und wahlweise auch grafisch angezeigt werden können).
Die Kommunikation per SMS hat sich in der Gesellschaft – im Laufe der Jahrzehnte – so sehr etabliert, dass sie heutzutage sogar zum Informationsaustausch in Liebesbeziehungen benutzt wird. Selbst für private und diskrete Themen wird auf den Short Message Service zurückgegriffen. So kommt es vor, dass Beziehungen nicht persönlich, sondern stattdessen per SMS beendet werden. Das Zurückgewinnen des Ex-Partners mit Hilfe von Textnachrichten wird ebenfalls durchgeführt.

### Wirtschaftliche Bedeutung
Der Dienst, welcher ursprünglich als Teil des Signalisierungskanals zum Rufaufbau gedacht war, um Informationen über Störungen im GSM-Netz an die Teilnehmer zu senden, ist eigentlich ein Nebenprodukt und wurde daher oftmals kostenlos angeboten, entwickelte sich aber zum größten Ertragsbringer der Netzbetreiber. Verglichen mit einem normalen Telefongespräch haben Kurzmitteilungen einen niedrigen Bandbreitenbedarf. Die Marge pro versandter Kurznachricht ist daher für den Netzbetreiber entsprechend hoch.
Der SMS-Dienst benötigt nur wenig zusätzliche Infrastruktur, hauptsächlich sind dies die Kurzmitteilungszentralen. Die übertragene Datenmenge ist im Vergleich zur Sprachübertragung gering, eine Kurzmitteilung umfasst etwa 1/1000 der Datenmenge einer Gesprächsminute. Bei nutzungsabhängigen Tarifen ist der Preis bezogen auf die Datenmenge erheblich höher als bei der Sprachübertragung. Jedoch sind auch die Kosten für den Aufbau und Betrieb des Netzes nur zum Teil von der zur Verfügung gestellten Datenübertragungsrate abhängig.
Innerhalb Europas schwanken die Preise für SMS sehr stark. Eine Nachricht kostet in Frankreich etwa 9 Cent bis 15 Cent, in Österreich netzintern ab 1 Cent, in Deutschland etwa 3 Cent bis 39 Cent und mehr, in der Schweiz zwischen 10 und 20 Rappen und in Italien etwa 15 Cent; in Dänemark jedoch meist nur 20 Øre, was etwa 2,7 Cent entspricht.
Im Jahr 2003 wurden in Europa über 115 Milliarden Kurzmitteilungen versendet. In Deutschland wurden davon die meisten, nämlich 25,5 Milliarden Nachrichten versendet. 2010 waren es in Deutschland schon 41,3 Milliarden. Der Erfolg des mit Hilfe von Mobiltelefonen genutzten SMS lag damit deutlich über dem der Vorgänger, also der digitalen Funkmeldeempfänger (Pager).
Seit etwa 2013/2014 ist die Nutzung von Kurznachrichten stark rückläufig. Dies ist auf die zunehmende Verbreitung von internetfähigen Smartphones einerseits und auf kostenlose Instant-Messaging-Dienste (wie z. B. WhatsApp) andererseits zurückzuführen. Zwar erlauben die gängigen Mobilfunktarife nur limitiertes Datenvolumen pro Monat, aber Textnachrichten fallen hier kaum ins Gewicht. Messaging-Dienste erleichtern es zudem, auch Sprachnachrichten, Fotos und Videos zu verschicken und verfügen über Features wie Verschlüsselung und Gruppenchats. Auf der anderen Seite wird die SMS beispielsweise im Online-Banking bevorzugt genutzt, um Transaktionen zu legitimieren ("mobile TAN"). Hierbei wird ignoriert, dass SMS völlig ungesichert sind, vom Netzbetreiber manipuliert werden können, und für sie weder eine Internet-Verbindung noch eine Registrierung bei einem Drittanbieter erforderlich sind. Auch hier erfolgt ab ca. 2018 zunehmend eine Verlagerung auf internetbasierende Lösungen (pushTAN-Verfahren).

#### Deutschland
| Jahr | Anzahl    | Quelle |
| ---- | --------- | ------ |
| 1996 | 0,1 Mrd.  | [ 12 ] |
| 1997 | 0,4 Mrd.  | [ 12 ] |
| 1998 | 1,0 Mrd.  | [ 12 ] |
| 1999 | 3,6 Mrd.  | [ 13 ] |
| 2000 | 11,4 Mrd. | [ 13 ] |
| 2001 | 17,1 Mrd. | [ 13 ] |
| 2002 | 18,4 Mrd. | [ 13 ] |
| 2003 | 19,0 Mrd. | [ 13 ] |
| 2004 | 19,7 Mrd. | [ 13 ] |
| 2005 | 22,3 Mrd. | [ 13 ] |
| 2006 | 20,1 Mrd. | [ 14 ] |
| 2007 | 23,1 Mrd. | [ 14 ] |
| 2008 | 27,8 Mrd. | [ 14 ] |
| 2009 | 34,4 Mrd. | [ 14 ] |
| 2010 | 41,3 Mrd. | [ 14 ] |
| 2011 | 55,0 Mrd. | [ 15 ] |
| 2012 | 59,0 Mrd. | [ 16 ] |
| 2013 | 38,0 Mrd. | [ 17 ] |
| 2014 | 22,5 Mrd. | [ 18 ] |
| 2015 | 16,6 Mrd. | [ 19 ] |
| 2016 | 12,7 Mrd. | [ 20 ] |
| 2017 | 10,4 Mrd. | [ 21 ] |
| 2018 | 8,9 Mrd.  | [ 22 ] |
| 2019 | 7,9 Mrd.  | [ 23 ] |
| 2020 | 7,0 Mrd.  | [ 24 ] |
| 2021 | 7,8 Mrd.  | [ 25 ] |
| 2022 | 5,8 Mrd.  | [ 26 ] |
| 2023 | 5,3 Mrd.  | [ 27 ] |

Die SMS-Beliebtheit stieg in Deutschland zwischen 1996 und 2012 fast jedes Jahr an. Wurden im Jahr 2000 etwa 11,4 Milliarden Kurzmitteilungen verschickt, waren es 2005 schon über 22 Milliarden. 2010 tippten die Deutschen nach Angaben des Branchenverbands Bitkom (auf Basis von Daten der Bundesnetzagentur) 41 Milliarden Kurzmitteilungen in ihre Handys und Smartphones. Nach dem weiteren starken Anstieg bis 2012 sank die Zahl der versendeten Kurzmitteilungen im Jahr 2013 erstmals um 37 Prozent auf etwa 38 Milliarden. Auch 2014 sank die Zahl der versendeten SMS erneut um 41 Prozent gegenüber dem Vorjahr auf 22,5 Milliarden. Seither war die Anzahl versendeter Kurzmitteilungen weiterhin rückläufig.

#### Premium-Dienste
Seit dem Frühjahr 2003 sind in Deutschland auch Premium-Dienste möglich. Die Kosten für eine Premium Rate SMS (PR-SMS) beginnen bei 0,29 Euro und steigt dann in 10-Cent-Schritten an, bis zu 4,99 Euro. PR-SMS dient als Abrechnungsmöglichkeit im Micropayment-Bereich (zum Beispiel für gekaufte Klingeltöne, Logos, Televoting und andere, einzeln zu bezahlende Dienstleistungen), wird aber auch zur erotischen Kommunikation (Flirtline) genutzt und steht hier im Wettbewerb zu den 0900-Telefonnummern (früher: 0190).
Der Anbieter eines kostenpflichtigen Service erhält etwa 50 bis 60 % der Einnahmen aus den Premium-Nachrichten, der Rest geht an den Mobilfunkbetreiber (vergleiche 0900-Nummer: etwa 80 bis 90 % für den Serviceanbieter). Trotz dieser erheblich schlechteren Konditionen wird in diversen Servicebereichen, die speziell von jungen Zielgruppen genutzt werden, vermehrt auf die leicht zu kommunizierenden Short Codes gesetzt.
Der Mobilfunkbetreiber ist beim Einzug des Verbindungsentgelts dem Kunden gegenüber zur Auskunft über die Anspruchsgrundlage verpflichtet.

#### Österreich
| Jahr | Anzahl     |
| ---- | ---------- |
| 2005 | 1,659 Mrd. |
| 2006 | 2,082 Mrd. |
| 2007 | 3,316 Mrd. |
| 2008 | 4,728 Mrd. |
| 2009 | 5,740 Mrd. |
| 2010 | 6,416 Mrd. |
| 2011 | 7,282 Mrd. |
| 2012 | 7,754 Mrd. |
| 2013 | 5,917 Mrd. |
| 2014 | 4,445 Mrd. |

Im Jahr 2009 wurden in Österreich erstmals über fünf Milliarden Kurzmitteilungen verschickt und eine neue Rekordmarke von 1,5 Milliarden Kurzmitteilungen im vierten Quartal aufgestellt. Insgesamt ergab sich eine Steigerung des SMS-Aufkommens von mehr als 21 % im Vergleich zum Jahr 2008. Die Gründe für dieses Wachstum lagen unter anderem darin, dass die Mobilfunkbetreiber immer häufiger Pauschalpakete anboten, die nicht nur Gesprächsminuten, sondern auch eine definierte Anzahl an Kurzmitteilungen beinhalteten (meist zwischen 100 und 1000). Ein zweiter Grund lag laut RTR-Telekom-Monitor-Jahresbericht 2011 in der zunehmenden Verbreitung von Maschine-zu-Maschine-Anwendungen.
In den Folgejahren nahm die Wachstumsrate wieder stetig ab und erreichte 2012 nur noch 6,5 %. Nach einem Maximum von 7,7 Milliarden Kurzmitteilungen im Jahr 2012 ist auch die absolute Zahl seit 2013 stark rückläufig.
1999 wurde in Graz die Webplattform sms.at gegründet, die allen kostenlos angemeldeten Benutzern das kostenlose Versenden von beliebig vielen SMS per Computer mit Internetzugang via Website sms.at erlaubte.

#### Schweiz
Der SMS-Dienst der Swisscom erreichte im Jahr 2011 mit täglich rund 8,1 Millionen versendeten SMS seinen Höhepunkt.

#### Vereinigte Staaten
In den Vereinigten Staaten war SMS lange Zeit unbekannt, da sich dort das Pager-System etabliert hatte und Nachrichten nur innerhalb desselben Mobilfunknetzes versandt werden konnten. Dieses Hindernis wurde mittlerweile beseitigt, und so steigt die Anzahl versendeter Kurznachrichten pro Monat, während die versendeten Pager-Mitteilungen stagnieren.
Der Dienst SMS wird in den Vereinigten Staaten teilweise unter der Bezeichnung „text messaging“ vermarktet. Die Kosten variieren zwischen komplett kostenlos, 10 US-¢ (ca. 9,3 Cent) pro versandter Nachricht/Empfang kostenlos und 5 US-¢ (ca. 4,6 Cent) pro empfangener oder versandter Nachricht.

#### Internet
Kurzmitteilungen lassen sich auch über das Internet verschicken. In den ersten Jahren war der Versand von Kurzmitteilungen über das Internet, genau wie innerhalb der Mobilfunknetze selbst, kostenlos. Heute ist der Internet-Versand von Kurzmitteilungen meist zu einem Preis zwischen 4 und 10 Cent möglich, je nachdem, welche Zustellgeschwindigkeit und zusätzlichen Dienste angeboten werden. Es existieren aber auch Gratisangebote, die sich meist über Werbung finanzieren.
Letztere finanzieren sich oft über den Handel mit persönlichen Informationen, dies können unter anderem E-Mail-Adressen sein, die an externe Adress-Broker weitergegeben werden, um z. B. Werbemails zu versenden, oder komplette Datensätze des jeweiligen Users, aus denen sich Interessenprofile erstellen lassen, welche einen hohen Verkaufswert haben, da Adressbroker ihren Kunden somit Datensätze anbieten können, die bestimmte Zielgruppen maßgeschneidert enthalten. Zunehmend werden kostenpflichtige SMS-Abos abgeschlossen; der User wird dabei oft nicht ausreichend über die entstehenden Kosten aufgeklärt. Des Weiteren wird den meisten Gratis-Kurzmitteilungen ein Werbetext angehängt, wobei dem Nutzer auch weniger als die üblichen 160 Zeichen zur Verfügung stehen.

## Technik

### Übertragung
Der SMS nutzt einen Signalisierungs-Kanal des GSM-Standards wie etwa SDCCH (Stand-alone Dedicated Control Channel) oder FACCH (Fast Associated Control Channel). Diese Kanäle werden auch genutzt, um Gespräche aufzubauen und zu halten. Kurzmitteilungen kann man parallel zu einer Telefonverbindung versenden/empfangen. Hierzu wird ein Teil der Bandbreite des Verkehrsdatenkanals temporär zum Signalisierungskanal (SACCH) umkonfiguriert und zum Versand/Empfang einer Kurzmitteilung genutzt.
Der Versand einer solchen Nachricht erfolgt grundsätzlich an eine Kurzmitteilungszentrale (SMSC), gewöhnlich die des Netzbetreibers. Die Nummer der Kurzmitteilungszentrale hat den gleichen Aufbau wie eine „normale“ Mobilfunknummer (MSISDN = Mobile Subscriber Integrated Services Digital Network Number) und ist in den Einstellungen der SIM-Karte hinterlegt. Die Kurzmitteilungszentrale liest aus dem Header unter anderem die Zielnummer aus und sendet die Nachricht entweder im eigenen Netz an diese Zielnummer oder übergibt sie an den Netzbetreiber der Zielnummer. Die verschiedenen Netzbetreiber sind untereinander verbunden (interkonnektiert). Ist der Empfänger kein Mobilfunkgerät, sondern eine Anwendung (zum Beispiel im Fall einer Anmeldung bei einem Short-Message-Newsletter-Service), wird der Inhalt der Nachricht über Datenverbindungen an die Server des Service-Anbieters weitergeleitet.
Die Beschränkung auf 160 Zeichen bei einer Kurzmitteilung ergibt sich aus der maximalen Nutzdatenlänge des MAP (Mobile Application Part) des Signalisierungssystems Nummer 7. Dieses wird zur Übertragung der Kurzmitteilungen zwischen dem MSC und dem SMSC verwendet. Aufgrund einer maximalen Message-Signal-Unit-Paketgröße von 272 Oktetten im Signalisierungssystem Nummer 7 ist die verfügbare Nutzdatenlänge auf 140 Oktette (140 Oktette = 140 zu je 8 bit = 1120 bit) beschränkt. Kurzmitteilungen können in verschiedenen Zeichenkodierungen übertragen werden, so beispielsweise in der in Mitteleuropa üblichen GSM-7-bit-Kodierung, mit der maximal 160 Zeichen (160·7 bit = 1120 bit) möglich sind; in 8-Bit-Kodierungen sind 140 Zeichen, in der 16-Bit-Kodierung nur 70 Zeichen möglich.
Die Verwendung auch nur eines 16-bit-Sonderzeichens ändert das Codierschema einer Kurzmitteilung und reduziert ihre (Teil-)Länge auf 70 Zeichen, was kostenrelevant sein kann.
Bei überlangen Kurzmitteilungen, sogenannten Multi-SMS (Concatenated SMS, Long SMS), werden längere Texte aufgeteilt und einzeln versendet und in der Regel jeder einzelne Teil als separate Kurzmitteilung abgerechnet. Das empfangende Gerät (sofern dazu in der Lage) setzt die Teile dann wieder zu einem zusammenhängenden Text zusammen.

### Aufbau einer Kurzmitteilung
Eine Kurzmitteilung besteht aus zwei Teilen:
HeaderIm Header werden verschiedene grundlegende Nachrichtenparameter angegeben, zum Beispiel Absendernummer, Kodierung (7 Bit, 8 Bit, 16 Bit), Zeichensatz, Empfängernummer etc.
BodyEr ist der eigentliche Nachrichteninhalt, welcher aus den Nutzdaten besteht, die übertragen und schließlich auf dem Display angezeigt werden sollen. Die maximale Größe eines Bodys ist auf 1.120 Bit (= 160 Zeichen für Textnachrichten) begrenzt, jedoch gibt es die Möglichkeit, mehrere Nachrichten miteinander zu verknüpfen („concatenated SMS/Enhanced Message Service (EMS)“).

### Kodierung

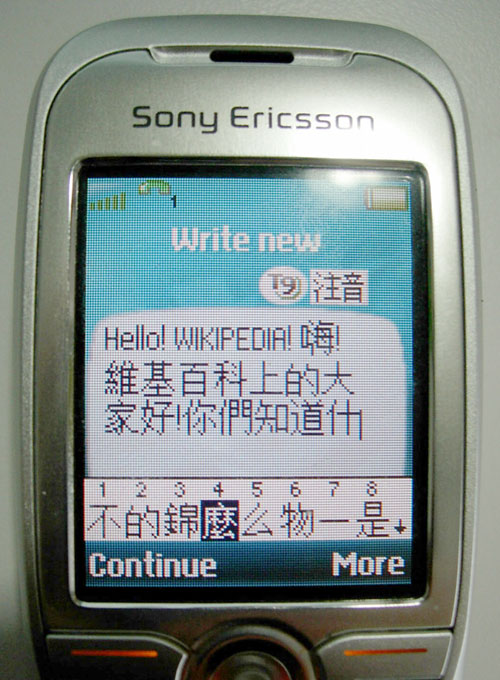
SMS-Editor mit Eingabehilfe für chinesische Schriftzeichen; übersetzt: „Hallo! WIKIPEDIA! Hallo an alle bei Wikipedia! Wisst ihr …“

Es gibt insgesamt drei verschiedene Arten der SMS-Kodierung:
7 BitFür Textnachrichten mit begrenztem Zeichenvorrat
8 BitFür Datennachrichten (binäre Inhalte), wie z. B. Logos, Bildmitteilungen und Klingeltöne
16 BitUnicode (UCS2), d. h. auf BMP (Basic Multilingual Plane) beschränktes UTF-16. Hiermit können Texte in allen lebenden Sprachen, auch z. B. asiatische Zeichen, übertragen werden. Die Anzahl der Zeichen pro Kurzmitteilung verringert sich jedoch auf 70 Zeichen

### Betriebsmodi
Es gibt zunächst drei Betriebsmodi:

#### SMS-MO
(MO = mobile originated)

Eine Kurzmitteilung wird von einem Mobilfunkgerät an das Netzwerk des Operators (= Netzbetreiber) gesendet. Der leitet entweder an ein anderes Mobilfunkgerät oder an eine Anwendung weiter.

#### SMS-MT
(MT = mobile terminated)

Ein anderes Mobilfunkgerät oder eine Anwendung löst aus, dass der Operator eine Kurzmitteilung an ein Mobilfunkgerät sendet.

#### SMS-CB
(CB = Cell Broadcast)

Der Operator sendet durch Rundsenden an alle eingebuchten Mobilfunkgeräte einer Funkzelle bestimmte Informationen. Es kann sich etwa um allgemeine Informationsdienste oder die Vorwahl des aktuellen Standorts handeln. Die Nachrichten werden mit einer Themen-ID gesendet. Diese muss zum Empfang im Telefon aktiviert sein. Die Nachrichtenlänge beträgt maximal 93 Zeichen.
Bei der Festnetz-SMS wird zusätzlich ein Gateway dazwischen geschaltet.

### Spezielle Nachrichtentypen
Flash MessageFlash Messages (oft: „Flash SMS“, engl. für „Blitz-SMS“) erscheinen direkt auf dem Display. Es ist nicht nötig, die Anzeigetaste zu drücken; die meisten Mobiltelefone können derartige Nachrichten auch nicht speichern. Sie zeigen z. B. sofort nach einem Gespräch an, wie viel Restguthaben noch vorhanden ist. Eine weitere Anwendung ist die priorisierte Anzeige zur Alarmierung von Einsatzkräften, beispielsweise der Feuerwehr.
Silent MessageSilent Messages (oft bezeichnet als: Silent SMS, Stealth SMS, Stille SMS, stealthy ping oder Short Message Type 0) zeigt weder das Display noch ein akustisches Signal an. Beim Mobilfunkanbieter fallen jedoch Verbindungsdaten an, so zum Beispiel die Nutzeridentifikation IMSI. Solche Kurzmitteilungen verwendet insbesondere die Polizei zur Ortung von Personen oder zur Erstellung ganzer Bewegungsprofile. Mengenmäßig am meisten wird die stille SMS jedoch von den Behörden der Zollfahndung (2010: 236.000) und des Verfassungsschutzes (2010: 107.000) genutzt. Silent-SMS können auch von privater Seite aus versandt werden, lassen dann aber nur erkennen, dass die adressierte SIM eingebucht ist bzw. das Empfängergerät empfangsbereit ist. In ganz Deutschland wird die stille SMS von Polizei und Geheimdiensten intensiv genutzt. Verfassungsschutz, Bundeskriminalamt und Zoll haben diese Form der Überwachung von 2006 bis 2011 fast 1,7 Millionen Mal angewandt.
Concatenated MessageMehrere Kurzmitteilungen werden zu einer einzigen Nachricht zusammengestellt. SMS1+SMS2+…+SMSn = Nachrichtentext

### Unzustellbare Nachrichten/Empfangsbestätigung
Ist eine Nachricht nicht zustellbar, weil das Empfangsgerät ausgeschaltet ist oder sich in einem Funkloch befindet, speichert sie die Kurzmitteilungszentrale (SMSC) des Netzes, zu der die Empfängernummer gehört, für eine Vorhaltezeit zwischen mindestens 5 Minuten und maximal 63 Wochen. Die maximale Vorhaltezeit ist vom Anbieter abhängig. In regelmäßigen Abständen unternimmt die SMSC weitere Sendeversuche, bis die Nachricht nach Ablauf der Zeit schließlich gelöscht wird. Die Netzbetreiber berechnen in einem solchen Fall trotzdem die normalen Versandgebühren.
Ist eine Nachricht wegen unbekannter Empfängernummer unzustellbar, lehnt das SMSC sie bereits beim Absenden ab.
Ein Benutzer kann sich die Übermittlung bestätigen lassen. Dadurch erfährt der Absender, in welchem Moment der Empfänger sein Handy einschaltet, wenn es zuvor z. B. ausgeschaltet war. Da die Netzbetreiber die dafür geschaffenen Standards nicht immer einhalten, besitzen SMS-Empfangsbestätigungen nur bedingte Aussagekraft. Beispielsweise quittieren manche Netzbetreiber jede SMS aus einem Fremdnetz automatisch sofort, unabhängig davon, ob das Handy eingeschaltet ist und der Empfänger die SMS erhalten hat oder auf Grund der Vorhaltezeit je erhalten wird, andere quittieren nie.
Schweizer Provider unterstützen den Code *N# vor den Text gesetzt als Kommando für eine Empfangsbestätigung. Andere Codes wie *T# und #*# sind seltener anzutreffen.

### Qualitätsmerkmale
Die Qualität der Nachrichtenübermittlung ist nicht in den Standards des ETSI oder in den Verträgen der einzelnen Provider spezifiziert.
- Der Text wird in der Regel ohne Einbußen übertragen. Wenn die Länge des Textes 160 Zeichen überschreitet, wird der Text entsprechend in mehrere SMS aufgeteilt.
- Beim Übertragen von SMS zwischen Netzen verschiedener Anbieter kann es unerwartet zu Laufzeiten von mehreren Stunden kommen.

### Alternative Empfangsnummern
| Shortcodes                                                          | Langnummer                                                  |
| ------------------------------------------------------------------- | ----------------------------------------------------------- |
| nationale Erreichbarkeit                                            | internationale Erreichbarkeit                               |
| kurzfristige Verfügbarkeit                                          | längerfristige Verfügbarkeit                                |
| direkt von der Kurzmitteilungszentrale des Netzbetreibers verwaltet | direkter Bezug von Mobile Messaging Provider mit SS7-Zugang |
| mittlerer Kostenaufwand                                             | niedriger Kostenaufwand                                     |

Alternativ zu „normalen“ Telefonnummern kann man Kurzmitteilungen auch an sogenannte Kurzwahlnummern oder auch Shortcodes senden. Shortcodes werden direkt in der Kurzmitteilungszentrale des Netzbetreibers verwaltet, sind also nicht an eine SIM-Karte gebunden. Gerade im Marketing-Bereich nutzt man häufig Shortcodes, da sie leicht zu kommunizieren sind, einen höheren Nachrichtendurchsatz erlauben und sich bei Bedarf durch erhöhte Kosten als Abrechnungsmethode nutzen lassen (siehe wirtschaftliche Bedeutung/Anwendungen).
Es gibt ebenfalls sogenannte Langnummern (long codes, z. B. +447624556335) – auch als virtuelle Empfangsnummern bekannt. Hierbei handelt es sich auch um einen SMS-Empfangs-Mechanismus, der es einer Vielzahl von Unternehmen ermöglicht, ein hohes SMS-Aufkommen von Handy-Nutzern, aber zusätzlich auch Anrufe zu empfangen.
Neben einer internationalen Erreichbarkeit bieten Langnummern Unternehmen wie Werbeagenturen die Möglichkeit, eigene und somit personalisierte Nummern langfristig für ihre Marketingkampagnen zu verwenden. Diese können mobile Werbeaktionen, Fernsehabstimmungen, Gewinnspiel-Kampagnen etc. sein. Je nach Fokus der jeweiligen Unternehmung werden sowohl Short Codes als auch Langnummern verwendet.

### Texterkennung
Das 1998 erfundene Texteingabesystem Text on 9 keys, kurz T9 genannt, machte die Texteingabe deutlich einfacher und komfortabler, weil das Mehrfachtippen einer Taste für den richtigen Buchstaben im Regelfall entfällt. T9 basiert auf einer intelligenten Texterkennung anhand eines im Mobiltelefon gespeicherten Wörterbuches. T9 funktioniert nicht für Schweizerdeutsch, das vor allem bei der jungen Generation in der Schweiz beliebt ist.
In Motorola-Mobiltelefonen wird das ähnlich funktionierende iTap verwendet.

## Verwendung zur Gerätesteuerung
Abgesehen von der Funktion als Kommunikationsmittel können SMS ggf. auch zur Steuerung und Überwachung technischer Geräte verwendet werden.
So ist es beispielsweise möglich, das Öffnen eines Garagentors oder die Ausgabe eines Getränks aus einem Getränkeautomaten durch das Senden einer Kurzmitteilung an eine bestimmte Telefonnummer zu veranlassen. In Österreich ist es möglich, via SMS über den Service Paybox Zigaretten an Automaten zu erwerben. Die Abrechnung erfolgt über das Bankkonto.
Bei Alarmanlagen und bei Heizungen kann sich der Besitzer mittels vorgefertigter, in der Anlage gespeicherter Nachrichten per Kurzmitteilung alarmieren bzw. über Störungen verständigen lassen.
In Vorarlberg wird die SMS-Technik verwendet, um öffentlichen Linienbussen per Knopfdruck an der Haltestelle den Bedarf zur Anfahrt abgelegener sogenannter „Rufbushaltestellen“ zu melden.
In einigen Gemeinden wie dem nordrhein-westfälischen Dörentrup lässt sich die aus Kostengründen ausgeschaltete Straßenbeleuchtung kurzzeitig per SMS einschalten.
Beim deutschen Mautsystem verwenden die On-Board-Units SMS zum Übertragen von Abrechnungsdaten.

## Gefahren im Straßenverkehr
Das Verfassen und Lesen von Textnachrichten durch Fahrer eines Autos ist genauso bußgeldbewehrt wie das Telefonieren, wenn dafür das Telefon gemäß § 23 Abs. 1a StVO mit der Hand bedient wird. Die Gefahr, die von der Verwendung der SMS-Funktion und der damit einhergehenden Ablenkung ausgeht, ist laut einer repräsentativen Studie nicht zu vernachlässigen. Knapp 49 % aller Deutschen lesen SMS am Steuer, im internationalen Umfeld sind ähnliche Zahlen bekannt. Wegen der steigenden Unfallzahlen, die auf SMS zurückzuführen sind, startete der Mobilfunkanbieter AT&T im Juli 2012 eine Kampagne gegen das Lesen und Senden von Textnachrichten am Steuer.

## Jahreswechselproblematik
Obwohl die Mobilfunknetze in Deutschland gut ausgebaut sind, kann es manchmal zum Jahreswechsel zu Netzüberlastungen und somit zu Verzögerungen von Kurzmitteilungen kommen oder gar dazu, dass es nicht mehr möglich ist, eine Kurzmitteilung abzusetzen. Diese Situation trat erstmals zum Jahreswechsel 1999/2000 auf. Weltweit wurden beim nächtlichen Übergang von 2007 zu 2008 43 Milliarden versendete Kurzmitteilungen gezählt, davon 300 Millionen in Deutschland. „Je belebter der Ort, an dem sich der Absender aufhält, desto größer ist die Wahrscheinlichkeit, dass die SMS mehr Zeit braucht als üblich“ sagte Bitkom-Sprecher Christian Hallerberg dazu.